# Olovnice (okres Mělník)
Obec Olovnice (název v jednotném čísle) se nachází v okrese Mělník ve Středočeském kraji. Rozkládá se asi dvacet tři kilometrů jihozápadně od Mělníka a pět kilometrů západně od města Kralupy nad Vltavou. Žije zde 576 obyvatel.

## Historie
První písemná zmínka o obci pochází z roku 1285, kdy byla rozdělena mezi vladyky Zbraslava, Martina, Beneše a Matěje (vladyka Olov psán „de Olovitz“, v roce 1318 psáno „de Olouicze“), ve 14. století patřila konventu Matky Boží Jana Jeruzalemského. Roku 1436 byla v Zemských deskách zapsána jako ves Olovnice. V 15. století se objevují zápisy Olovice a Volovice, od roku 1669 již jen Volovice, v 18. století též Wolowitz. 21. března 1925 byl název na základě návrhu z večírku vojenských rekrutů z předchozího roku změněn na Olovnice.
V době Karla IV. se v okolí obce pěstovala vinná réva. Z té doby pochází název Vinopalna, který nese dům ve středu vsi s poštou, obecním úřadem a hostincem. V roce 1840 byly na katastru obce otevřeny dva uhelné doly, Eufrosie a Fastus, ale těžba byla brzy zastavena.
Od roku 1850 patřila obec Volovice do okresu Velvary, v letech 1869–1900 patřila do okresu Slaný, v letech 1910–1921 do okresu Kralupy nad Vltavou. Obec Olovnice patřila v letech 1930–1950 do okresu Kralupy nad Vltavou, v letech 1951–2006 do okresu Kladno. Od 1. ledna 2007 patří obec do okresu Mělník.

### Územněsprávní začlenění
Dějiny územněsprávního začleňování zahrnují období od roku 1850 do současnosti. V chronologickém přehledu je uvedena územně administrativní příslušnost obce v roce, kdy ke změně došlo:
- 1850 země česká, kraj Praha, politický okres Slaný, soudní okres Velvary[5]
- 1855 země česká, kraj Praha, soudní okres Velvary
- 1868 země česká, kraj Praha, politický okres Slaný, soudní okres Velvary
- 1912 země česká, kraj Praha, politický okres Slaný, soudní okres Kralupy nad Vltavou[6]
- 1913 země česká, kraj Praha, politický i soudní okres Kralupy nad Vltavou[7]
- 1939 země česká, Oberlandrat Mělník, politický i soudní okres Kralupy nad Vltavou[8]
- 1942 země česká, Oberlandrat Praha, politický okres Roudnice nad Labem, soudní okres Kralupy nad Vltavou[9]
- 1945 země česká, správní i soudní okres Kralupy nad Vltavou[10]
- 1949 Pražský kraj, okres Kralupy nad Vltavou[11]
- 1960 Středočeský kraj, okres Kladno
- 2003 Středočeský kraj, okres Kladno, obec s rozšířenou působností Kralupy nad Vltavou
- 2007 Středočeský kraj, okres Mělník, obec s rozšířenou působností Kralupy nad Vltavou[12]

### Rok 1932
Ve vsi Olovnice (663 obyvatel, četnická stanice) byly v roce 1932 evidovány tyto živnosti a obchody: 2 obchodníci s dobytkem, 2 holiči, 3 hostince, kolář, kovář, 2 krejčí, parní mlýn, 2 obuvníci, palivo, Státní pivovar Olovnice, porodní asistentka, pokrývač, 14 rolníků, 2 řezníci, sladovna Státního pivovaru, 3 obchody se smíšeným zbožím, Spořitelní a záložní spolek pro Olovnici, 2 švadleny, trafika, zednický mistr, velkoobchod se zeleninou.

## Území, budovy a pamětihodnosti
V centru vsi stojí tzv. Zámeček neboli Vinopalna, kde dnes sídlí pošta a obecní úřad. V minulosti stávala pravděpodobně v těchto místech tvrz Maltézských rytířů. Za Zámečkem je rybník. Na návsi poblíž zámečku se nachází kaple z druhé poloviny 20. století, nahrazují původní kapličku, která zde stála od 19. století a byla zničena v 60. letech 20. století. Nad rybníkem stojí zbytky pozdně barokní budovy pivovaru, který fungoval v letech 1640 až 1950.
Na Knovízském potoce při Velvarské ulici stojí mlýn s letopočtem 1561 a znaky Zejdliců ze Šenfeldu, někdejších držitelů obce. Mlýn je označen pamětní deskou jako místo narození Erazima Vlasáka (8. dubna 1864), zakladatele Ústřední jednoty českých lékařů a primáře Vinohradské nemocnice. Nad branou je označen jako parní mlýn Jaroslava Brejníka.
Pomník Josefa Jungmanna od sochaře Františka Kdýra z roku 1874 v Jungmannově ulici je vůbec první Jungmannův pomník v Čechách, je vyroben z pískovce. Nedaleko stojí pomník padlým z druhé světové války s kamennou plastikou českého lva.
Ve vsi jsou pojmenovány hlavní silnice (ulice) podle směru (Kladenská, Velvarská, Kralupská). Výše položená ulička souběžná s Kralupskou nese název Brčkov, pod Kralupskou při nivě Knovízkého potoka poblíž nádraží se nacházejí ulice V Zahradách a Jungmannova. V oblasti rybníka a pivovaru se nacházejí ulice U Hřiště, U Rybníka, Kopanina a Za Kovárnou. Z Velvarské ulice odbočuje proti toku Knovízského potoka bezejmenná silnice do Neuměřic. Při Velvarské ulici stojí zemědělský areál, k Olovnici patří oblast polí až k Malé Bučině, která však již patří k Velvarům.
K Olovnici měli vztah houslisté Ferdinand Laub (zajížděl sem, pocházela odtud jeho manželka), Josef Šrogl (strávil zde dětství) a Josef Kratina (r. 1864 se zde narodil). Známým rodákem byl i Jan Malýpetr (1815–1899), učitel a propagátor tělesné výchovy, jinak spíše spojovaný s obcí Klobuky.

## Doprava
Dopravní síť
- Pozemní komunikace – Do obce vedou silnice III. třídy. Okrajem území obce prochází silnice II/240 Praha – Horoměřice – Kralupy nad Vltavou – Velvary – Roudnice nad Labem.
- Železnice – Území obce Olovnice protínají dvě tratě, a to trať 110 Kralupy nad Vltavou – Slaný – Louny a trať 111 Kralupy nad Vltavou – Velvary. Železniční Trať 110 Kralupy nad Vltavou – Slaný – Louny je jednokolejná celostátní trať, doprava byla v úseku Kralupy–Zvoleněves zahájena roku 1884. Na trati 110 leží železniční stanice Olovnice. Železniční trať 111 Kralupy nad Vltavou – Velvary je jednokolejná regionální trať, doprava na ní byla zahájena roku 1882. Na trati 111 leží železniční zastávka Olovnice zastávka.

Veřejná doprava 2024
- Autobusová doprava – V obci měla zastávky příměstská autobusová linka Kladno - Kralupy n. Vlt. - Mělník (v pracovních dnech 17 spojů, o víkendu 4 spoje) (dopravce Valenta Bus a Pohl Kladno, a. s.).
- Železniční doprava – Na trati 110 v železniční stanici Olovnice zastavovalo v pracovních dnech 17 osobních vlaků a 1 spěšný vlak, o víkendech 11 osobních vlaků. Na trati 111 v železniční zastávce zastavovalo v pracovních dnech 16 osobních vlaků, o víkendech 13 osobních vlaků.

## Galerie

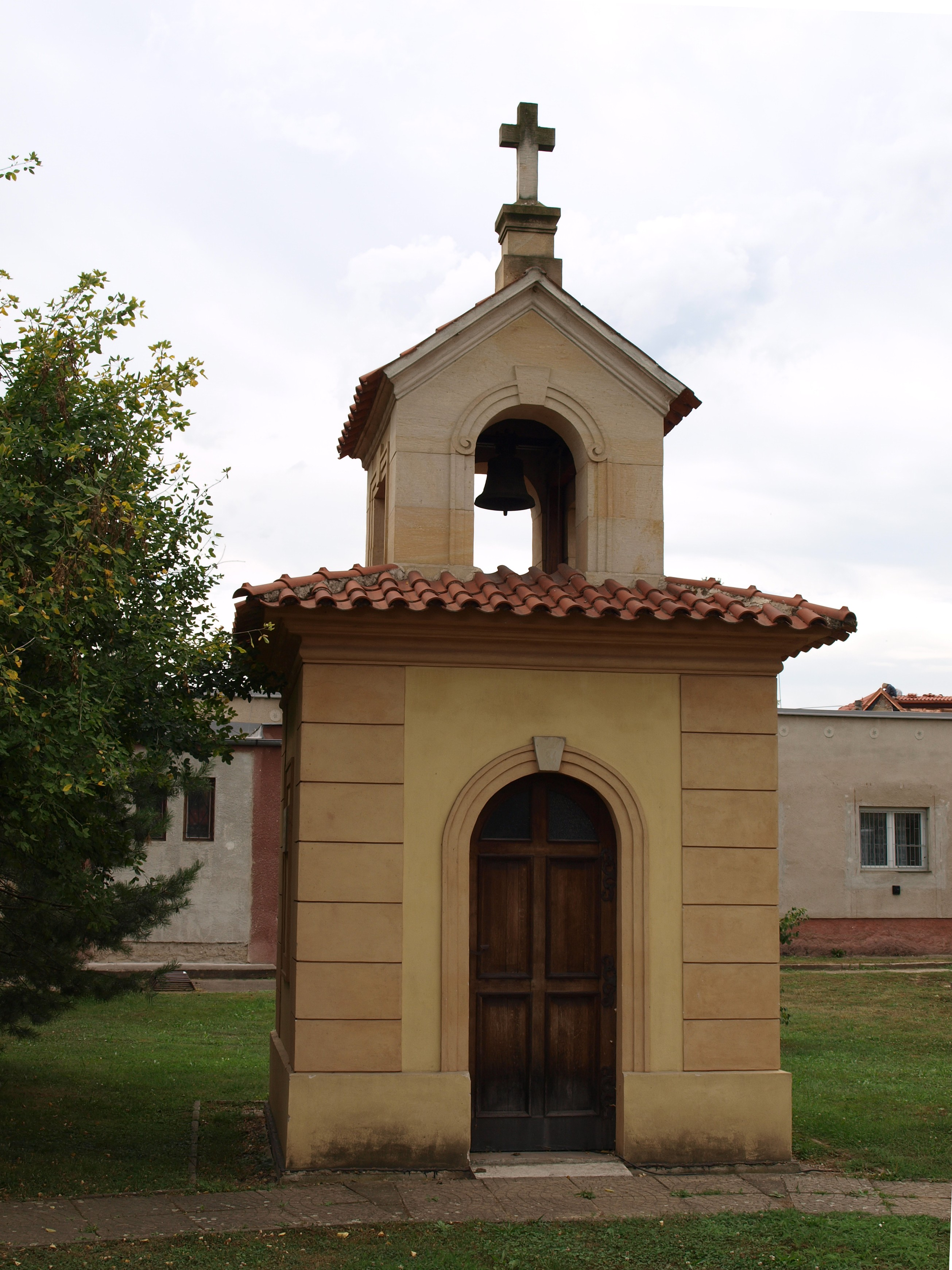
Kaple před obecním úřadem
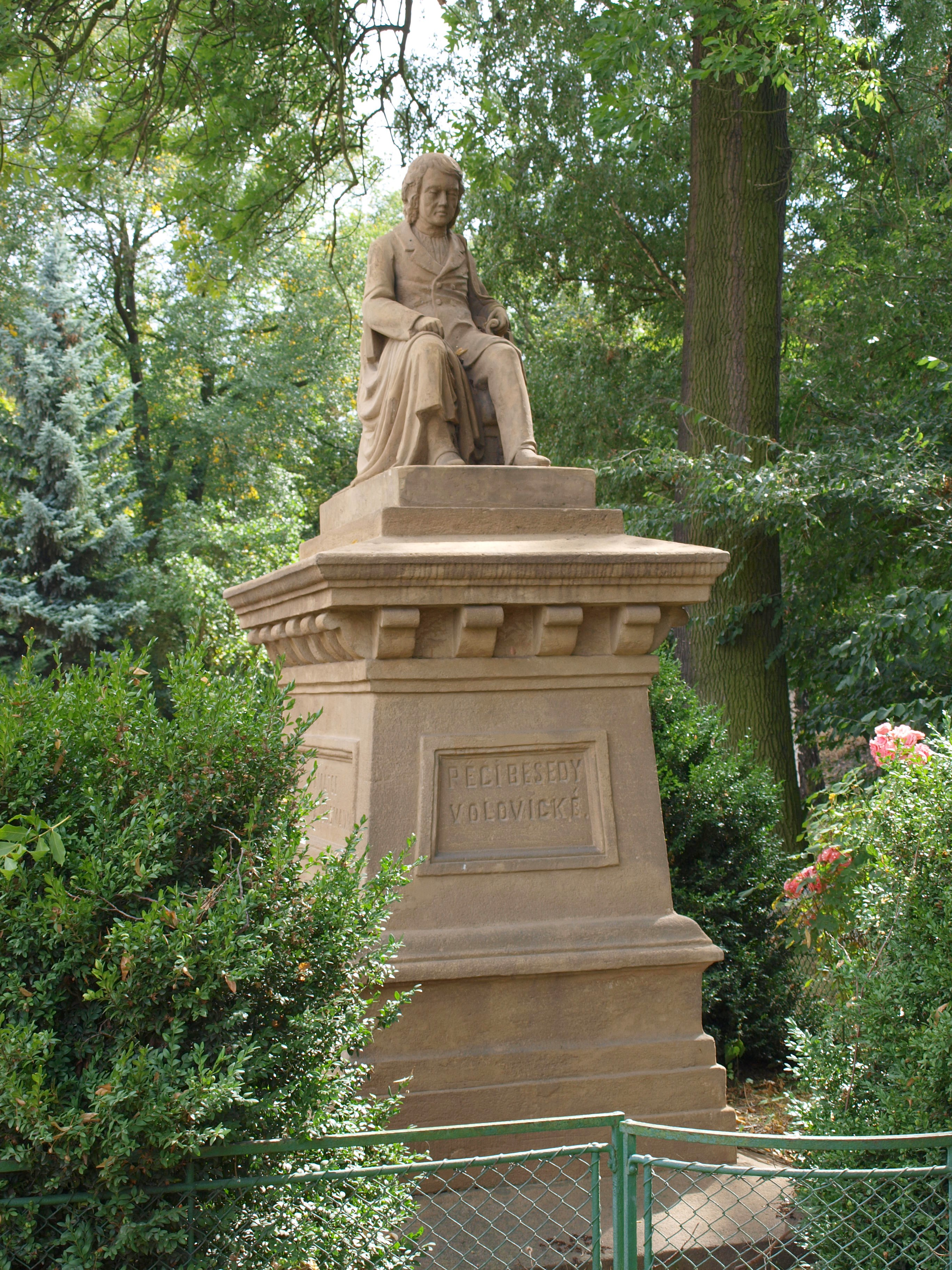
Jungmannův pomník
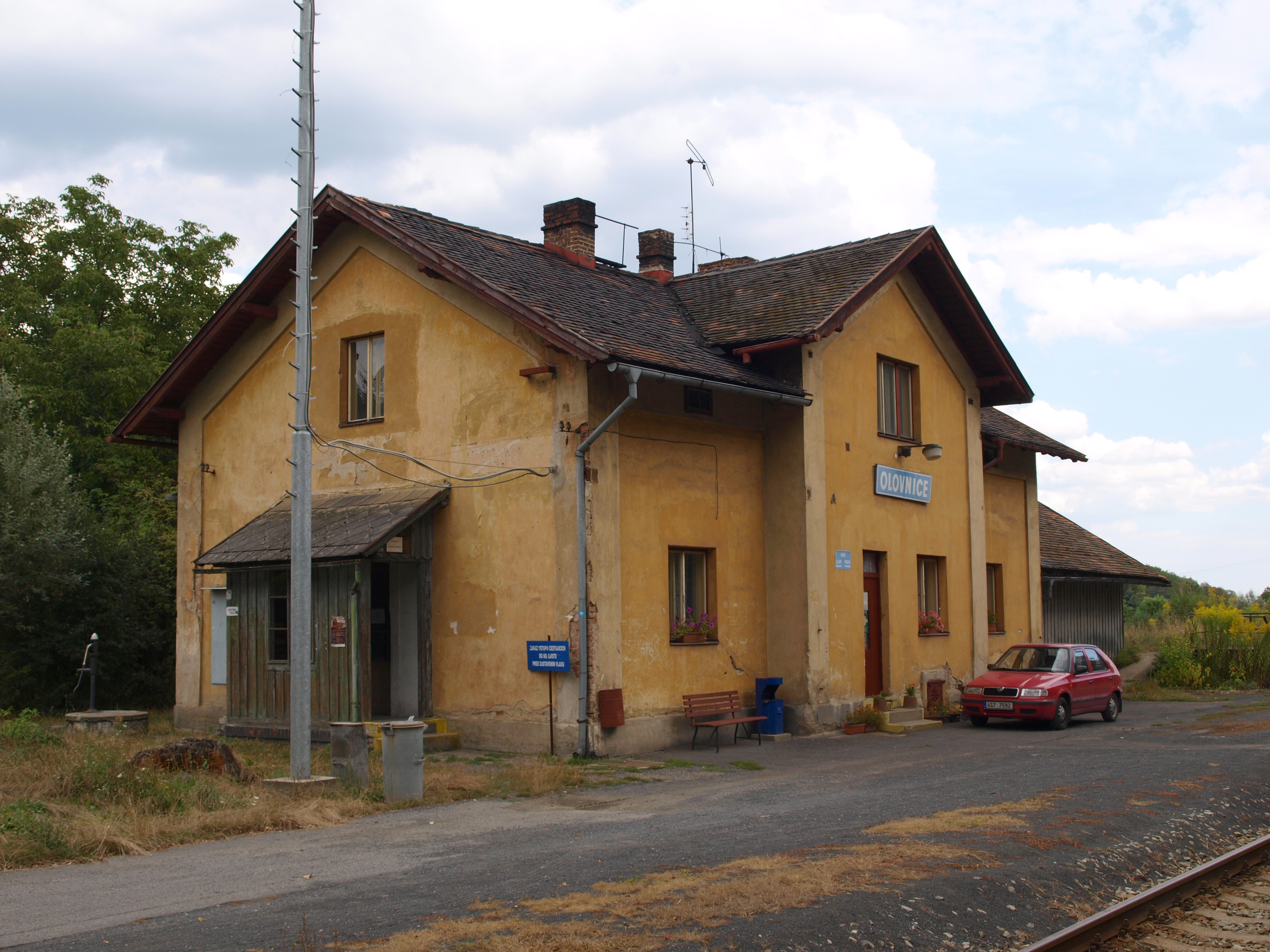
Železniční stanice